# Екатеринино (Смоленская область)
Екатери́нино — деревня в Сафоновском районе Смоленской области России. Входит в состав Зимницкого сельского поселения.
Расположена в 25 км к востоку от города Сафонова, в 1 км южнее автодороги М1 «Беларусь», на берегу реки Дыма (приток Днепра). В 3 км к югу от деревни железнодорожная станция Издешково на линии Москва — Минск.
Население — 17 жителей (2007 год).

## История
В годы Великой Отечественной войны деревня была оккупирована гитлеровскими войсками в сентябре 1941 года, освобождена в 1943 году. По дороге в сторону села Издешково были обнаружены окопы со времен Великой Отечественной войны.
Во время СССР на территории деревни находилась ферма. На 2021 год ферма является заброшенной.
- Зима